# 斯坎佐罗夏泰
斯坎佐罗夏泰（義大利語：Scanzorosciate），是意大利贝加莫省的一个市镇。总面积10平方公里，人口9767人，人口密度976.7人/平方公里（2009年）。国家统计（ISTAT）代码为016194。